# نينجا غايدن 3: رايزرز إدج
نينجا غايدن 3: رايزرز إدج (بالإنجليزية: Ninja Gaiden 3: Razor's Edge‎؛ باليابانية: ニンジャガイデンスリー レーザーズエッジ) هي لعبة فيديو من نوع ذبح وتقطيع وأكشن، وهي إعادة للعبة نينجا غايدن 3. اصدرت اللعبة في 2012 على وي يو، ولاحقاً في 2013 على بلاي ستيشن 3 وإكس بوكس 360.

## وصلات خارجية
- الموقع الرسمي
- الموقع الرسمي